# Nederlandse Biotechnologie Vereniging

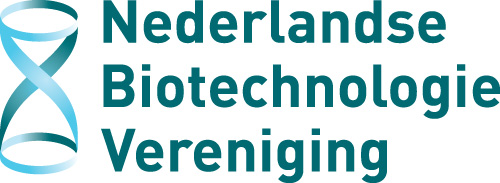
NBV logo

De Nederlandse Biotechnologie Vereniging (afkorting: NBV) is de Nederlandse beroepsvereniging van professionals werkzaam in de biotechnologie. De NBV behartigt de belangen van biotechnologen in Nederland. In de praktijk komt dit er met name op neer dat de vereniging het uitwisselen van kennis stimuleert en netwerken tussen biotechnologen van academische en industriële afkomst faciliteert. De NBV richt zich op biotechnologische toepassingen, inclusief industriële processen ter vervanging van petrochemische processen, milieumanagement zoals water- en bodemzuivering, land- en tuinbouw, voeding en medische toepassingen.
De vereniging is onder andere betrokken bij de uitgave van het wetenschapstijdschrift C2W dat de leden achtmaal per jaar ontvangen. Verder organiseert de NBV om jaarlijks het Nederlands Biotechnologie Congres (NBC) en zijn er bepaalde werkgroepen die seminars en workshops organiseren. 

## Werkgroepen
De NBV heeft acht werkgroepen die binnen verschillende vakgebieden van de biotechnologie activiteiten organiseren. Het streven is, dat per werkgroep twee activiteiten per jaar worden georganiseerd. De NBV kent de volgende werkgroepen:
- Cel en Fermentatietechnologie (CFT)
- Groene Biotechnologie  (GB)
- Maatschappelijke aspecten van de Biotechnologie (MA)
- Microbiële Systeembiologieen Synthetische Biologie (MSSB)
- Milieubiotechnologie (MI)
- Platform Microbiële Fysiologie (MF)
- Produktisolatie en -zuivering (PZ)
- Toegepaste biokatalyse (TB)
- Young NBV

## C2W
Het C2W is een wetenschapstijdschrift dat twaalf keer per jaar verschijnt. NBV leden ontvangen hiervan acht edities. Het geeft nieuws en achtergrondinformatie over verschillende onderwerpen in de levenswetenschappen inclusief biotechnologie, genetica, moleculaire biologie, microbiologie, systeembiologie en biochemie, maar ook over de economie en de maatschappij. Daarnaast bevat het tijdschrift bedrijfsinformatie, diepte-interviews en informatie over de arbeidsmarkt.

## Nederlands Biotechnologie Congres (NBC)
De NBV organiseert jaarlijks een congres. Hierbij komen onderwerpen binnen de biomedische, industriële, agro/voeding en milieu biotechnologie aan de orde. Internationale en nationale keynote-sprekers vertellen over de nieuwste ontwikkelingen op biotechnologie gebied. Verder worden tijdens de NBC de Zilveren Zandloper prijzen uitgereikt voor innovatie en onderwijs in de biotechnologie.